# Romancero gitano

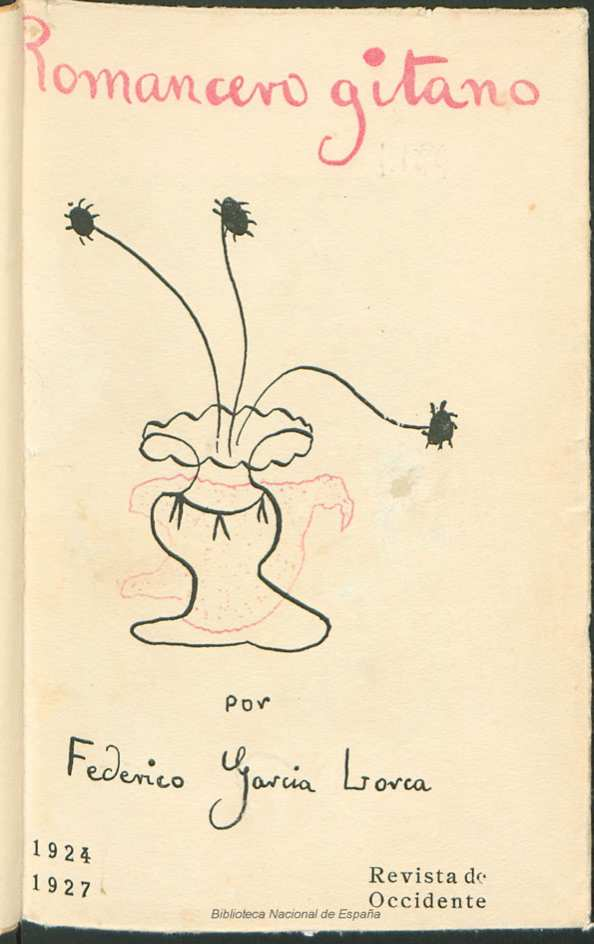
Ausgabe von 1928

Romancero gitano (Zigeunerromanzen) ist eine Gedichtsammlung von Federico García Lorca.

## Hintergrund
In den 1920er Jahren breitete sich, ausgehend von Frankreich, der Surrealismus auch in Spanien aus. Künstler in Spanien fanden in ihm eine Ausdrucksform gegen den Druck einer überkommenen katholischen Moral und feudale Machtstrukturen unter der Diktatur von Miguel Primo de Rivera. Durch seine Freundschaft mit Salvador Dalí und Reisen nach Katalonien in den frühen 1920er Jahren gewann Federico García Lorca Zugang zu dieser Kunstrichtung.
Lorca war ein profunder Kenner der literarischen Tradition Spaniens und speziell seiner andalusischen Heimat. Er kannte die traditionellen mittelalterlichen Romances, die sich im siebzehnten Jahrhundert unter dem Einfluss von Lope de Vega, Luis de Góngora und anderer in eine lyrische Richtung entwickelten.
Eine Romance hat achtsilbige Verse mit assonantem Reim. Sie bietet dem Dichter große Freiheit, weil sie unreine statt perfekter Reime gestattet. Traditionell erzählte die Romance historische Begebnisse, häufig mit dem Ziel, nationale Werte zu bewahren oder zu propagieren. Leser und Hörer erwarteten eine lineare Geschichte über eine bedeutende Person oder ein besonderes Ereignis aus der Geschichte, die mit den vorherrschenden Werten im Einklang stand. Es handelt sich um eine spezifisch spanische Form der dramatischen Dichtung. Romancero gitano bricht mit dieser Tradition. Schon der Titel ist ein Oxymoron: Während Romance auf die Form verweist, die am meisten in spanischer Geschichte verwurzelt ist, ist der Gitano nach gängigem Verständnis nomadisch und ohne überlieferte Geschichte. Er steht für ein marginalisiertes Volk. García Lorca untergrub die traditionelle affirmative Funktion der Heldenerzählung, indem er über namenlose Antihelden aus diesem Volk schrieb. Die experimentellen surrealistischen Inhalte der Gedichte vertiefen diesen Bruch. Mit der Wahl der traditionellen, populären Form lockte García Lorca auf neue Pfade.

## Inhalt

### Die Gedichte
Der Romancero besteht aus folgenden 18 Gedichten:
|    |  | Titel                                                        | Übersetzung                                                      | Widmung                                      |
| 1  |  | Romande de la luna, luna                                     | Romanze an den Mond, den Mond                                    | A Conchita García Lorca                      |
| 2  |  | Preciosa y el aire                                           | Preciosa und der Wind                                            | A Damaso Alonso                              |
| 3  |  | Reyerta                                                      | Heftiger Kampf                                                   | A Rafael Méndez                              |
| 4  |  | Romance sonámbulo                                            | Somnambule Romanze                                               | A Gloria Giner y a Fernando de los Ríos      |
| 5  |  | La monja gitana                                              | Die Gitana-Nonne                                                 | A José Moreno Villa                          |
| 6  |  | La casada infiel                                             | Die untreue Ehefrau                                              | A Lydia Cabrera y a su negrita               |
| 7  |  | Romance de la pena negra                                     | Romanze von der schwarzen Trauer                                 | A José Navarro Pardo                         |
| 8  |  | San Miguel Granada                                           | Sankt Michael Granada                                            | A Diego Bigas de Dalmau                      |
| 9  |  | San Rafael Córdoba                                           | Sankt Raphael Córdoba                                            | A Juan Izquierdo Croselles                   |
| 10 |  | San Gabriel Sevilla                                          | Sankt Gabriel Sevilla                                            | A Don Agustín Viñuales                       |
| 11 |  | Prendimiento de Antoñito el Camborio en el camino de Sevilla | Die Verhaftung von Antoñito el Camborio auf dem Weg nach Sevilla | A Margarita Xirgu                            |
| 12 |  | Muerte de Antoñito el Camborio                               | Der Tod von Antoñito el Camborio                                 | A José Antonio Rubio Sacristán               |
| 13 |  | Muerto de amor                                               | Tod aus Liebe                                                    | A Margarita Manso                            |
| 14 |  | Romance del emplazado                                        | Romanze vom Vorgeladenen                                         | Para Emilio Aladrén                          |
| 15 |  | Romance de la Guardia Civil española                         | Romanze von der spanischen Guardia Civil                         | A Juan Guerrero, Cónsul general de la poesía |
| 16 |  | Martirio de Santa Olalla                                     | Martyrium der Heiligen Eulalia                                   | A Rafael Martínez Nadal                      |
| 17 |  | Burla a Don Pedro a caballo Romance con lagunas              | Spott über Don Pedro auf dem Pferd Romanze mit Lagunen           | A Jean Cassou                                |
| 18 |  | Thamar y Amnón                                               | Tamar und Amnon                                                  | Para Alfonso García Valdecasas               |

Die spanischen Originaltexte sind seit Ende 2006 gemeinfrei und im Internet verfügbar.

### Themen
Federico García Lorca selbst beschrieb sein Buch mit den Worten:

«(…) el libro es un retablo de Andalucía con gitanos, caballos, arcángeles, planetas, con su brisa judía, con su brisa romana, con ríos, con crímenes, con la nota vulgar del contrabandista, y la nota celeste de los niños desnudos de Córdoba que burlan a San Rafael. Un libro donde apenas si está expresada la Andalucía que se ve, pero donde está temblando la que no se ve. (…) Un libro antipintoresco, antifolclórico, antiflamenco.»

„(…) das Buch ist ein Altarbild Andalusiens mit Gitanos, Pferden, Erzengeln, Planeten, mit seiner jüdischen Brise, mit seiner römischen Brise, mit Flüssen, mit Verbrechen, mit dem ordinären Bild des Schmugglers und dem himmlischen Bild der nackten Kinder von Córdoba, die sich über den Erzengel Raphael lustig machen. Ein Buch, in dem das sichtbare Andalusien kaum zum Ausdruck kommt, aber das nicht sichtbare vibriert. (...) Ein antipittoreskes, antifolkloristisches, Anti-Flamenco-Buch.“

Dabei vermittelte er ein idealisiertes Bild des Landes und der Gitanos. Er bezeichnete sie als das erhabenste, tiefsinnigste und aristokratischste Volk seiner Heimat, und nennt diese folgerichtig país gitano. Dieses idealisierte „Altarbild Andalusiens“ umspannt die Themen des Landes vom natürlichen bis zum mythischen und religiösen, von der Gegenwart bis zur Historie. Die Gedichte erzählen von der Landschaft, ihrer Flora und Fauna, ihren Bewohnern und ihren gewalttätigen Auseinandersetzungen, Treuebrüchen und Abrechnungen.
Zudem werden die römische, die jüdische, die christliche und in spärlichen Anspielungen auch die moslemische Tradition des Landes in den Gedichten thematisiert:
- Der Bezug zu Rom äußert sich im Gedicht San Rafael. Es beschreibt die monumentale Schönheit der Brücke, die Kaiser Augustus erbauen ließ, und nimmt Bezug zum römischen Gott Neptun. In Martirio de Santa Olalla treten römische Soldaten in ihren Rüstungen, ein Konsul, Zenturionen, Statuen und die Göttin Minerva auf den Plan. Das Gedicht beruht auf Prudentius’ Erzählung von der Folter der heiligen Eulalia. Die gelassene Akzeptanz des Todes, die beispielsweise in dem Gedicht Romanze del emplazado thematisiert wird, gemahnt an den römischen Philosophen Seneca.[10]
- Jüdische Themen finden sich in Thamar y Amnon, dem Gedicht von der inzestuösen Liebesbeziehung der beiden Kinder König Davids, und wiederum in San Rafael, wo der Erzengel Raphael den Tobias auf seiner langen Reise leitet.[10]
- Am meisten sticht jedoch das christliche Element hervor. Das Motiv der Passion ist zahlreich vertreten, beispielsweise in Reyerta und in San Gabriel. Antoñito el Camborio erleidet, wie Jesus, Festnahme und Tod. Die Erzengel stehen den Todgeweihten bei, die Heilige Jungfrau und der heilige Josef heilen Gitanos, die von der Guardia Civil verwundet wurden, und es mangelt nicht an Anspielungen auf andere christliche Heiligenmythen.[10]

Schauplatz der Geschichten sind die großen andalusischen Städte Córdoba, Sevilla und Granada. Im Bergland von Cabra, bei Córdoba, spielt sich die Messerstecherei im Gedicht Reyerta ab, und von dort kommt auch der verwundete Reisende in Romance sonámbulo. In den Gässchen des Albaicín unterdrückt die junge Nonne in La monja gitana ihre erotischen Bedürfnisse und ihre Sehnsucht nach Freiheit. In den Olivenhainen von Jaén, den tierras aceitunas, spielt die Romance de la pena negra. Antoñito el Camburio stirbt an den Ufern des Guadalquivir. Der Ort der Handlung in den anderen Gedichten ist meist nicht so eindeutig, aber stets ist der andalusische Orts- oder Landschaftscharakter ein wesentliches Element.
Zentrale Handlungsträger sind die Gitanos. García Lorca zeichnet Klischees ihrer Lebensweise: das Schmiedehandwerk, die Hingabe an Gesang und Tanz, ihre enge Beziehung zu Pferden und ihre Vorliebe für Schmuck. Er zeichnet sie als Träger einer primitiven, naturverbundenen Kultur, unterdrückt und marginalisiert von einer Zivilisation, deren ausführender Arm die Guardia Civil ist. Aus dem Konflikt zwischen Naturverbundenheit und Zivilisation ergeben sich die großen Themen seiner Gedichte: das Streben nach Freiheit, das Leiden, die Gewalt, die Liebe und der Tod. Die Freiheitsliebe und der Instinkt des Gitano, der sich gegen die aufgezwungenen Regeln sträubt, führen in Verbindung mit der aufgezwungenen Sesshaftigkeit zwangsläufig zu einem tragischen Ende. Gewaltausbrüche sind unter diesen Umständen alltäglich. Das geht so weit, dass in den Gedichten für den Gitano der gewaltsame Tod als der einzig natürliche erscheint.
Die Liebe hat im Romancero gitano eine einseitige Ausprägung: fast ausschließlich steht der Aspekt des männlichen sexuellen Begehrens im Vordergrund. Die Frau ist passiv. Gleichzeitig ist die Liebe eine Trägerin der Frustration, mit einer starken Bindung an den Tod. Diese äußert sich deutlich in den Gedichten Romance sonámbulo und Muerte de amor. Gleichzeitig finden sich zahlreiche homoerotische Anspielungen in seinen Gedichten, beispielsweise in den Gedichten San Gabriel und San Miguel:
Un bello niño de junco,

anchos hombros, fino talle,

piel de nocturna manzana,

boca triste y ojos grandes,

nervio de plata caliente,

ronda la desierta calle.
Ein schöner Knabe schlank wie Schilf,

breite Schultern, schmale Taille,

die Haut wie Apfel in der Nacht,

trauriger Mund und große Augen,

Sehne aus heißem Silber,

streunt in der verlassenen Straße.
San Miguel lleno de encajes

en la alcoba de su torre,

enseña sus bellos muslos

ceñidos por los faroles.
Sankt Michael, in Spitze gehüllt,

im Alkoven seines Turmes,

zeigt seine schönen Schenkel

gegürtet mit Laternen.

### Symbolismus
Federico García Lorcas Dichtung ist radikal symbolistisch. Zu den Symbolen im Romancero Gitano existiert eine große Menge an Literatur mit teilweise unterschiedlichen Interpretationen. Gängige Interpretationen einiger häufig erscheinender Symbole sind:
- Der Mond als Symbol des Todes und der Erstarrung.
- Der Wind als Symbol des männlichen erotischen Begehrens.
- Der Brunnen als Symbol der unterdrückten Leidenschaft, die keine Erfüllung findet.
- Das Pferd als Symbol der zügellosen Leidenschaft, die den Gitano zu Tode bringt.
- Die Farbe Grün als Symbol des verbotenen Begehrens, der Frustration und der Sterilität.

Mehrere Interpreten sehen in dieser Symbolik eine Übereinstimmung mit Elementen der analytischen Psychologie von Carl Gustav Jung.

## Übersetzungen
Das ausschließliche Recht zur Übersetzung von García Lorcas Werken hatte Enrique Beck. Dessen Übertragung des Romancero gitano ins Deutsche erschien im September 1938 im Schweizer Verlag Stauffacher unter dem Titel Zigeunerromanzen mit einem Vorwort von Vicente Aleixandre. Nach Becks Tod ging das Übersetzungsrecht an die Heinrich Enrique Beck-Stiftung in Basel über. Diese Übersetzungen stießen seit den 1950er Jahren auf Kritik; Enrique Beck wurde literarische Inkompetenz und seinen Übersetzungen Plumpheit vorgeworfen. Im Jahr 2000 lenkte die Stiftung schließlich ein und ließ auch andere Übersetzungen zu.
2002 erschien bei Suhrkamp eine zweisprachige Ausgabe des Romancero gitano mit Übersetzungen von Martin von Koppenfels und einem Essay Gewaltakt und Verklärung im Anhang. 2007 veröffentlichte der Reclam-Verlag eine zweisprachige Auswahl von Gedichten García Lorcas, übersetzt von Gustav Siebenmann, darunter fünf Gedichte aus dem Romancero gitano. 2008 gab die Heinrich Enrique Beck-Stiftung eine zweibändige Auswahl von Gedichten in der Übersetzung von Enrique Beck heraus.

## Rezeption
Der Romancero gitano, 1928 veröffentlicht, wurde zu einem Massenerfolg, der den bis dahin wenig bekannten Lyriker Federico García Lorca auf einen Schlag berühmt machte. Die Gedichtsammlung hatte einen kaum zu unterschätzenden Einfluss auf die Dichtung Spaniens und Lateinamerikas und wurde zu einem der erfolgreichsten Lyrikbände der Weltliteratur.
Die Leser mochten den Rhythmus und die lyrische Natur der Gedichte, viele konnten ganze Romances von ihm rezitieren, ohne dass sie in der Lage gewesen wären, sie zu erklären. Martin von Koppenfels führt dies einerseits auf das große historische Prestige zurück, das die spanische Romance mit ihrer sieben Jahrhunderte alten Geschichte genießt. Andernfalls wäre es „... undenkbar (...), dass ein Zeitgenosse von Dada und Surrealismus am Vorabend der Weltwirtschaftskrise mit Zigeunerromanzen Furore macht.“ Andererseits liege Lorcas Erfolgsgeheimnis darin, dass er genüsslich mit der traditionellen Form spiele und klassische Klischees wie den Zigeunermythos bediene. Entgegen Lorcas Beteuerung, sein Werk sei anti-pittoresk und anti-folkloristisch, bediene er „das gesamte Carmen-Inventar, egal ob es sich um Tamburine, Messer, Kastagnetten, Kartenlegerei oder den Kult der Jungfräulichkeit handelt“.
Gerade dieses Spiel mit der alten Form und den surrealistischen Inhalt rief aber auch Kritiker auf den Plan. Auf der einen Seite waren dies die Avantgardisten, die kategorisch den Bruch mit dem Althergebrachten forderten. Luis Buñuel urteilte:

«Su libro me parece, y parece a las personas que han salido un poco de Sevilla, muy malo. Es una poesía que participa de lo fino y aproximadamente moderno que debe tener cualquier poesía de hoy para que guste a los Andrenios, a los Baezas y a los poetas maricones y cernudos de Sevilla. Pero de ahí a tener nada que ver con los verdaderos, exquisitos y grandes poetas de hoy, existe un abismo.»

„Ihr Buch kommt mir, und all denjenigen, die aus Sevilla ein wenig herausgekommen sind, sehr schlecht vor. Es ist eine Art Dichtung, die an der feinen und pseudomodernen Sache teilnimmt, die jegliche Dichtung von heute haben muss, damit sie den Andrenios, den Baezas, den Schwuchteln und Cernudos -Dichtern Sevillas gefällt. Aber das hat nichts zu tun mit den wirklichen, exquisiten und großen Dichtern von heute; dazwischen gibt es einen Abgrund.“

Der junge Salvador Dalí schrieb an Federico García Lorca einen anzüglichen Liebesbrief, den er mit einem Verriss seiner Dichtung verband:

«Tu poesía está ligada de pies y manos a la poesía vieja. Tú quizá creerás atrevidas ciertas imágenes, o encontrarás una dosis crecida de irracionalidad en tus cosas, pero yo puedo decirte que tu poesía se mueve dentro de la ilustración de los lugares comunes más estereotipados y más conformistas. (...) Federiquito, en el libro tuyo (...), te he visto a ti, la bestiecita que eres, bestiecita erótica, con tu sexo y tus (...) pequeños ojos de tu cuerpo (...) Te quiero por lo que tu libro revela que eres, que es todo al revés de la realidad que los putrefactos han formado de ti (...) Adiós. Creo en tu inspiración, en tu sudor, en tu fatalidad astronómica.»

„Deine Dichtung hängt von Kopf bis Fuß an alter Dichtung. Du magst denken, dass bestimmte Bilder gewagt sind, oder findest ein wachsendes Maß an Irrationalität in deinen Sachen, aber ich kann dir sagen, dass deine Dichtung sich in stereotypsten und konformistischsten Gemeinplätzen bewegt. (…) Federiquito, in deinem Buch (…) habe ich dich gesehen, das kleine Biest, das du bist, kleines erotisches Biest, mit deinem Geschlecht und deinen (…) kleinen Augen deines Körpers. (…) Ich liebe dich für das, was dein Buch über dich enthüllt, was ganz das Gegenteil dessen ist, was die Verfaulten aus dir gemacht haben (…) Auf Wiedersehen. Ich glaube an deine Inspiration, deinen Schweiß, dein astronomisches Verhängnis.“

Auf der anderen Seite nahmen auch die Traditionalisten Anstoß. Beispielsweise warf Juan Ramón Jiménez noch Jahre nach García Lorcas Tod dem Romancero gitano vor, alles darin sei metaphorische Pose und rhythmische Bildhauerei, mit vielen Anleihen beim Schlager.
1922 hatte in Granada der Concurso de cante jondo stattgefunden, der Wettbewerb für tiefen Flamencogesang. Er war initiiert von Manuel de Falla, und Federico García Lorca selbst hatte sich stark darin engagiert. Er war vertraut mit der Lyrik des Flamenco und hatte Ende 1921 selbst den Zyklus Poema de cante jondo geschrieben. Somit ist nicht erstaunlich, dass auch umgekehrt im Flamenco immer wieder Motive aus dem Romancero gitano aufgegriffen wurden und werden.